# Георг Гавантка
Георг Герман Гавантка (нім. Georg Hermann Gawantka; 18 серпня 1891, Берлін — 14 липня 1939, Прага)— німецький воєначальник, генерал-майор вермахту.

## Біографія
Син власника лицарської мизи Германа Йоганна Гавантка і його дружини Анни Фрідеріки Вільгельміни, уродженої Геттлінг. 28 лютого 1910 року вступив 22-й драгунський полк Прусської армії. Учасник Першої світової війни, з 3 квітня 1916 року — командир кулеметного взводу свого полку. З 10 травня по 1 липня 1916 року пройшов кулеметні курси в Деберіці. З 7 вересня 1916 року — командир взводу 2-го батальйону свого полку. 20 лютого 1917 року відряджений в штаб 117-ї піхотної дивізії, з 4 листопада — ордонанс-офіцер і офіцер розвідки. З 8 листопада 1918 року — командир ескадрону 22-го драгунського, з 1919 року — ескадрону 4-го, з 1 жовтня 1919 року — ескадрону 113-го кавалерійського, з 1 червня 1920 року — ескадрону 18-го гірського полку. 1 жовтня 1929 року відряджений в штаб 9-го гірського полку, 1 жовтня 1930 року — в штаб 5-ї дивізії, 1 січня 1932 року — в Імперське військове міністерство. З 15 жовтня 1935 року — командир 2-ї, з 1 лютого 1938 року — 3-ї, з 10 листопада 1938 року — знову 2-ї стрілецької бригади, з 1 травня 1939 року і до кінця життя — 10-ї танкової дивізії. Похований в Берліні.

## Звання
- Фанен-юнкер (28 лютого 1910)
- Фенріх (19 жовтня 1910)
- Лейтенант (18 листопада 1911)
- Оберлейтенант (18 серпня 1915)
- Ротмістр (18 серпня 1918)
- Майор (1 березня 1930)
- Оберстлейтенант (1 квітня 1933)
- Оберст (1 квітня 1935)
- Генерал-майор (11 серпня 1938)

## Нагороди
- Залізний хрест 2-го і 1-го класу
- Нагрудний знак «За поранення» в чорному
- Почесний хрест ветерана війни з мечами
- Медаль «За вислугу років у Вермахті» 4-го, 3-го, 2-го і 1-го класу (25 років)